# Hoplodrina bimaculata
Hoplodrina bimaculata là một loài bướm đêm trong họ Noctuidae.